# Silvano Motta
Silvano Motta (Desio, 3 febbraio 1958) è un ex cestista italiano.

## Carriera
In Serie A ha vestito le maglie di Brescia, Pesaro, Rimini ed Arese.

## Palmarès
- Campionato italiano: 1

Pesaro: 1987-88